# 페닐케톤뇨증
페닐케톤뇨증(phenylketonuria; PKU) 또는 펠링병은 아미노산의 하나인 페닐알라닌을 대사하지 못하는 유전병으로 상염색체 열성으로 유전한다. 체내에 페닐알라닌과 그 대사 산물의 축적으로 지능 장애, 담갈색 모발, 피부의 색소 결핍 등의 증상이 나타난다. 페닐케톤뇨증이 있는 신생아는 진단 후 페닐알라닌 섭취를 줄이는 것만으로도 정상 생활이 가능하다. 그러나, 조기에 발견하지 못하면 영구적인 지능 장애를 유발한다.
발생 빈도는 미국은 1/14,000, 일본은 1/75,000, 한국은 1/53,000이다.

## 원인
페닐케톤뇨증은 페닐알라닌을 타이로신으로 전환시키는 효소인 페닐알라닌 수산화효소(phenylalanine hydroxylase)의 활성 저하로 인해 체내에 페닐알라닌이 과도하게 축적되어 발생한다. 페닐알라닌 수산화효소의 유전자는 12번 염색체의 장완(12q22-24.1)에 위치하고 있다. 축적된 페닐알라닌은 뇌혈관장벽(blood brain barrier)을 막아 뇌로 가는 아미노산 공급을 감소시킨다. 이는 중추신경계를 손상시키며, 뇌에 축적되어 경련과 지능 장애를 일으킨다. 한편, 페닐알라닌의 대사 산물인 페닐케톤은 축적되어 소변으로 배출된다.

## 증상
출생시에는 무증상이지만, 체내에 페닐알라닌이 서서히 축적되면서 여러 증상이 영아기에 나타난다. 모유 먹는 양이 조금씩 줄어들면서 구토를 하며, 멜라닌 생성 장애로 인한 색소 형성의 이상으로 담갈색 모발(금색 모발도 나타남), 푸른 눈(백인), 흰 피부색의 증상이 나타난다. 또, 신경계 손상으로 앉기, 뒤집기, 걷기의 이상, 언어 기능의 이상, 경련이 나타나며, 심부건반사 항진, 과활동성, 곰지락운동 등도 나타난다. 땀과 소변에는 곰팡이 냄새가 나며, 피부에는 습진이 나타난다.

## 진단
소변에 10% 염화제이철 용액을 떨어뜨리면 뇨 중의 페닐피루브산과 반응하여 녹색 침전을 형성하기도 하지만, 신생아의 경우 페닐피루브산 배설이 적으므로 이를 통해 측정해서는 안 되고, 반드시 구트리(Guthrie) 법, 효소 비색법, tandem mass spectrometry 등의 진단 수단으로 혈중 페닐알라닌을 측정해야 한다. 혈중 페닐알라닌을 정량하여 농도가 20 mg/dL을 초과하면 전형적인 페닐케톤뇨증으로 진단하지만, 4 mg/dL만 넘어도 비정상으로 판단한다.

## 치료
신생아의   경우, 혈중 페닐알라닌 농도가 10 mg/dL을 넘기면 즉시 무페닐알라닌 특수 분유를 먹이기 시작한다. 신경계가 형성되는 6세까지는 혈중 페닐알라닌 농도를 2~6 mg/dL로 엄격하게 유지하여야 하며, 이후에도 평생동안 혈중 페닐알라닌 농도를 3~15 mg/dL로 유지하는 무페닐알라닌 식이를 유지해야 한다. 한편, 페닐케톤뇨증을 가진 산모는 임신 중에는 다시 혈중 페닐알라닌을 6 mg/dL 미만으로 엄격하게 유지해야 유산, 태아의 지능 장애, 소두증, 심기형의 위험을 벗어날 수 있다. 그러나, 페닐알라닌은 필수 아미노산이므로, 페닐알라닌 식이를 완전 통제하면 빈혈, 저단백혈증, 기면, 설사 등의 증상을 보이며, 심하면 사망에 이를 수 있으므로 위험하다.

## 참고 서적
- 안효섭, 편집. (2007년). 《홍창의 소아과학》 9판. 서울특별시: 대한교과서(주). pp.180~182쪽. ISBN 978-89-378-2152-3.